# Talviaissaari (ö i Lappland)
Talviaissaari är en ö i Finland. Den ligger i vattendraget Kitinen och i kommunen Kemijärvi i den ekonomiska regionen  Östra Lapplands ekonomiska region  och landskapet Lappland, i den norra delen av landet, 800 km norr om huvudstaden Helsingfors. Öns area är 24,9 hektar och dess största längd är 1,2 kilometer i nord-sydlig riktning.